# Buckelkrämer
Als Buckelkrämer oder auch Rückenkrämer bezeichnete man im Mittelalter reisende Händler. Buckelkrämer trugen ihre Waren auf dem Rücken und wanderten zu Fuß von Ort zu Ort, um dort ihre Waren feilzubieten. Der Name stammt daher, dass sie auf ihrem Rücken (Buckel) ein Reff (eine Art übermannshohe Kraxe) trugen. Die Last belief sich bei Männern auf bis zu 50 Kilogramm, bei Frauen waren es bis 30 Kilogramm.
Eine besondere Form des Buckelkrämers waren die Buckelapotheker, die ausschließlich Olitäten (Naturheilmittel) anboten.
Ab dem späten 16. Jahrhundert wurde das Hausieren in einigen deutschen Territorien verboten. Buckelkrämer wurden verstärkt als Bettler, Verbrecher und „herrenloses Gesindel“ betrachtet. In vielen mittelalterlichen Städten existieren daher später auch Verbote, Buckelkrämer zu beherbergen.